# Apopterygion
Apopterygion is een geslacht van straalvinnige vissen uit de familie van drievinslijmvissen (Tripterygiidae).

## Soorten
- Apopterygion alta Kuiter, 1986
- Apopterygion oculus Fricke & Roberts, 1994